# Nemzetközi Botev-díj
A Nemzetközi Botev-díj (bolgárul: Международна ботевска награда) egy rangos Bulgáriában alapított és adományozott nemzetközi irodalmi díj. A kitüntetést a bolgár költőről és forradalmárról Hriszto Botevról nevezték el. A díjat 1972-ben alapították, de először a névadó halálának 100. évfordulója alkalmából. 1976. június 1-jén adták át. és A díjat a Bolgár Népköztársaság Minisztertanácsa, a rendszerváltás óta a Bolgár Köztársaság Kormánya adományozza 5 évente. 1991-ben és 2011-ben nem került átadásra. 2008-ban pedig rendhagyó módon, ráadásul posztumusz került átadásra.

## A kitüntetés
Az aranyérem egyik oldalán Hriszto Botev arcképe látható, a jobb oldalán az 1848-as és az 1876-os évszámmal, melyek a költő születésének és halálozásának időpontjai. Az érem másik oldalán bolgár oroszlán látható alatta keresztbe rakott tollal és pisztollyal. Az érem feliratai: ЛАУРЕАТНА МЕЖПУНАРОДНА БОТЕВСКА НАГРАДА és Р.БЪЛГАРИЯ, azaz a Nemzetközi Botev-díj kitüntetettje és Bolgár Köztársaság (Korábban: H.Р.БЪЛГАРИЯ, Bolgár Népköztársaság). Az érem a bolgár zászló és az azt körülfogó arany babérágakról lóg le. A feltűzni a zászló hátoldalán található tűvel lehet.

## Díjazottak

### 1976
- Alekszej Alekszandrovics Szurkov
- Nicolás Guillén
- Pierre Seghers
- Nagy László

### 1981
- Rafael Alberti (1981)
- Ahmad al-Ahmad (1981)
- Miroslav Krleža (1981)
- Raszul Gamzatovics Gamzatov (1981)

### 1986
- Günter Wallraff (1986)
- Nil Szimeonovics Gilevics (1986)
- Mario Benedetti (1986)
- Dmitro Vasziljovics Pavlicsko (1986)

### 1996
- Nadine Gordimer (1996)
- Valeri Petrov (1996)

### 2001
- Branko Cvetkovszki (2001)
- Nikola Indzsov (2001)

### 2006
- Jevgyenyij Alekszandrovics Jevtusenko (2006)

### 2008
- Alekszandr Iszajevics Szolzsenyicin (2008)

posztumusz, kivételes átadás a halála miatt, munkásságának elismeréseképpen

## Képgaléria

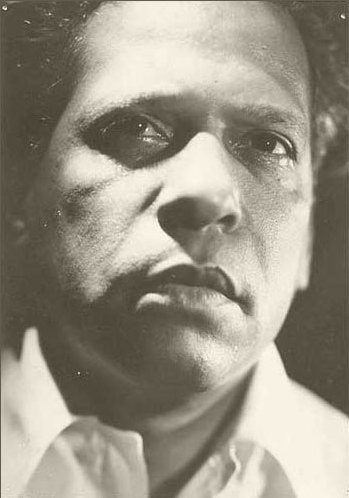
Nicolás Guillén
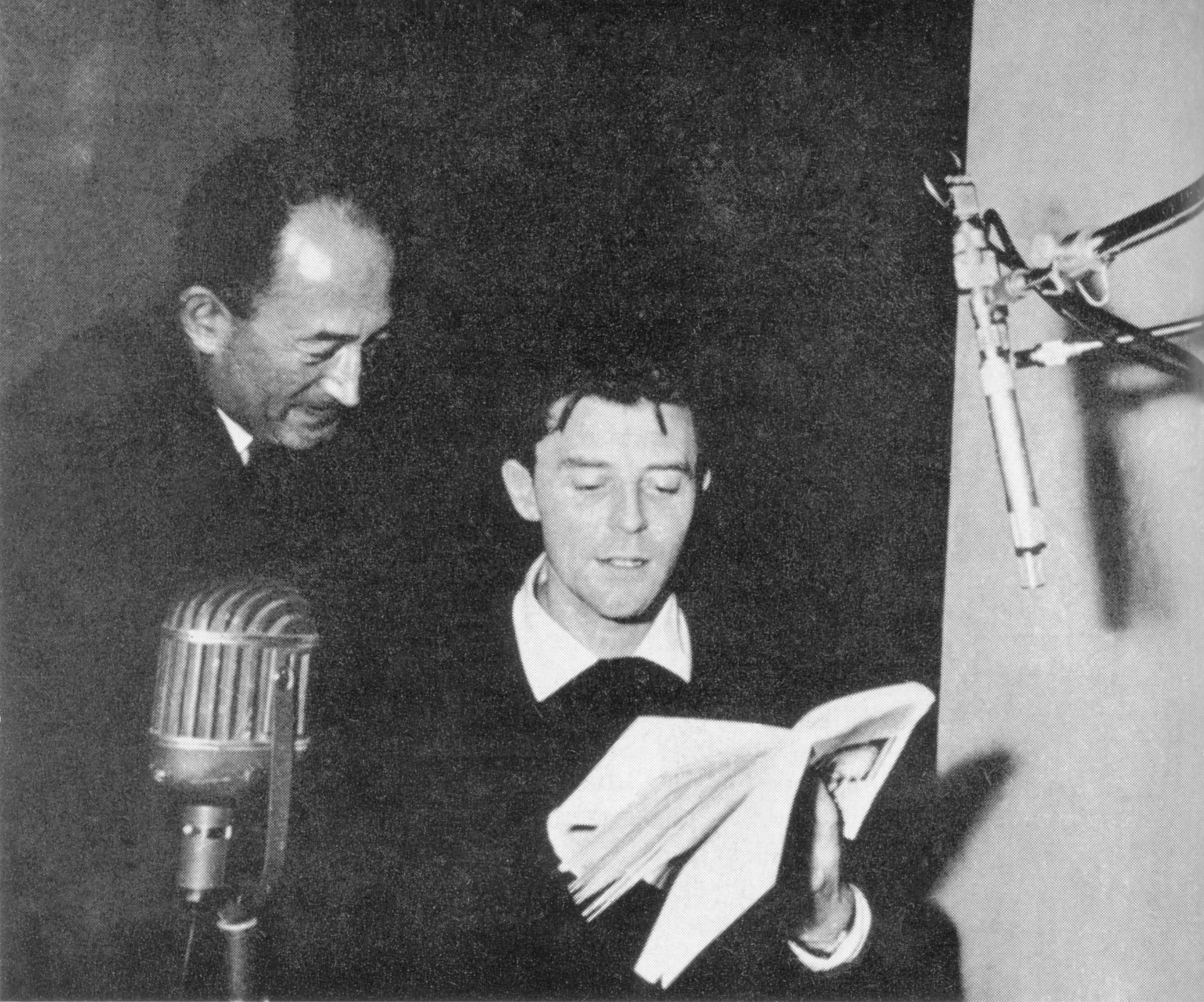
Pierre Seghers (Gerald Philipe társaságában)
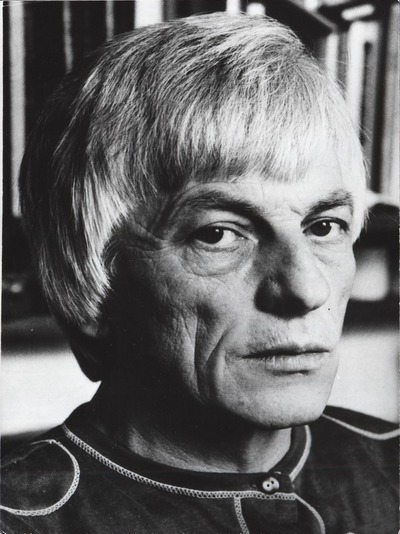
Nagy László
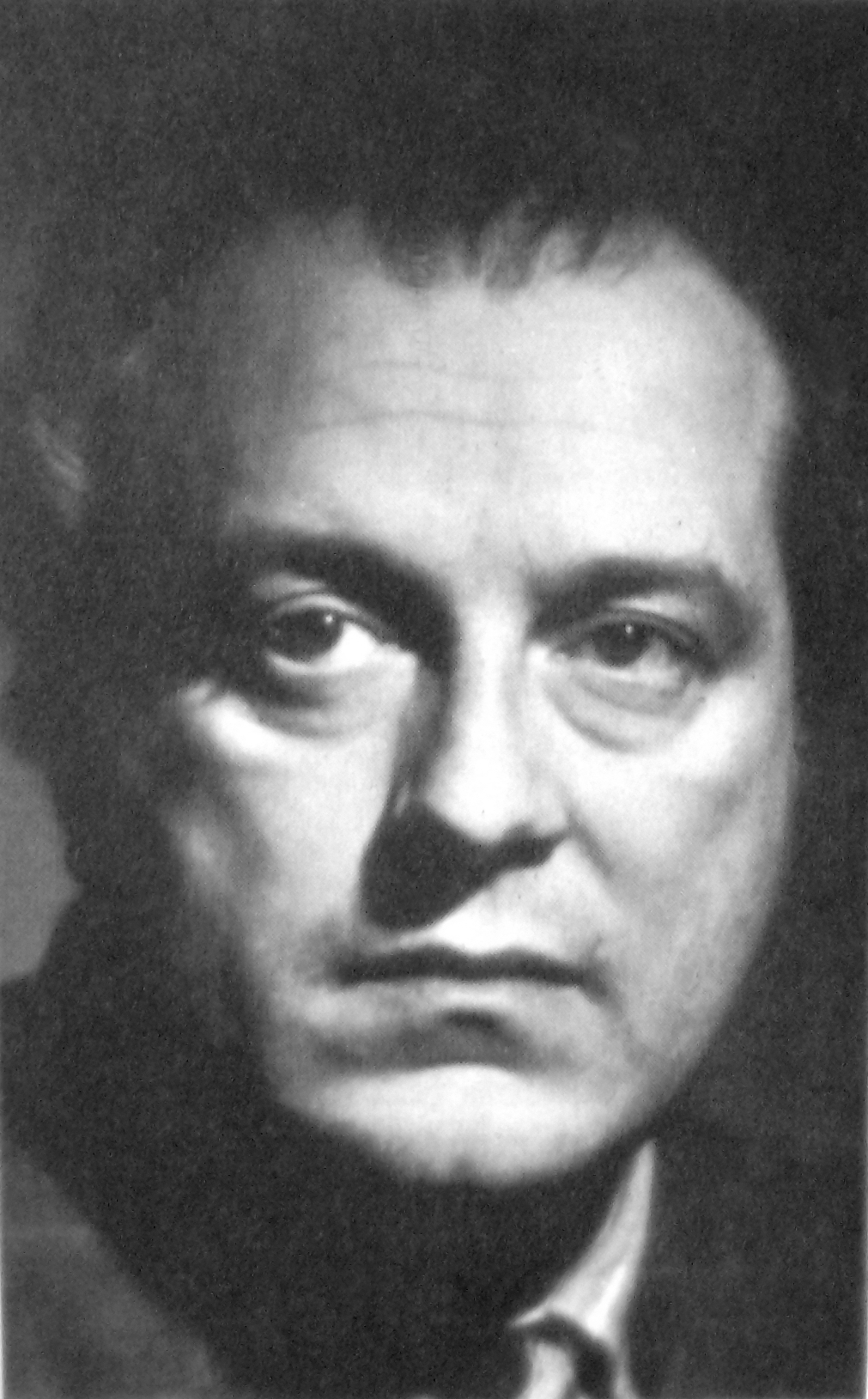
Rafael Alberti
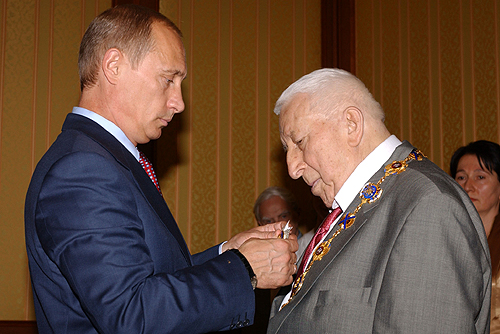
Raszul Gamzatov
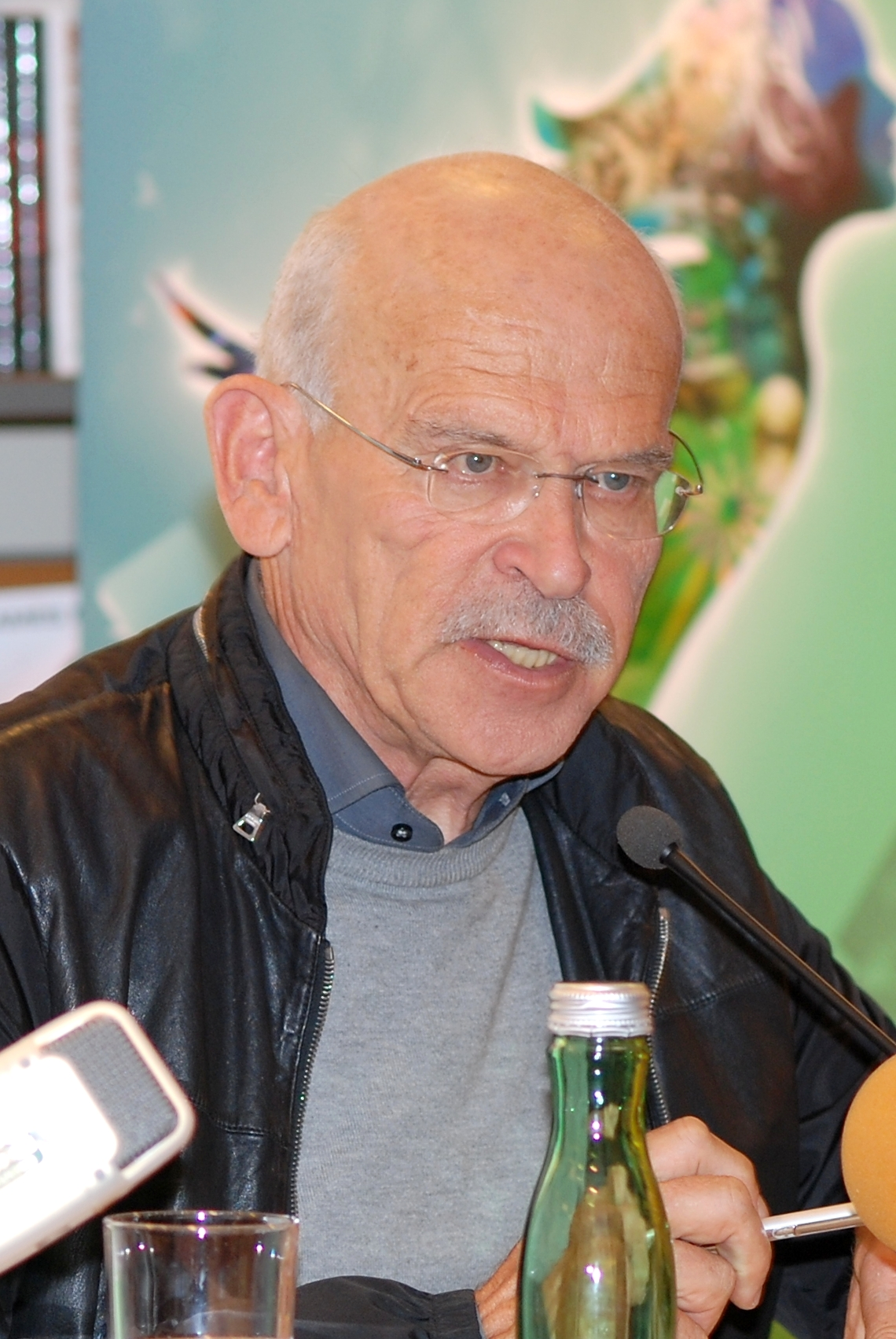
Günter Wallraff
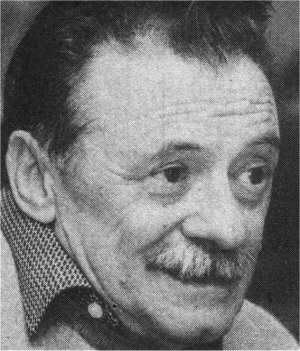
Mario Benedetti
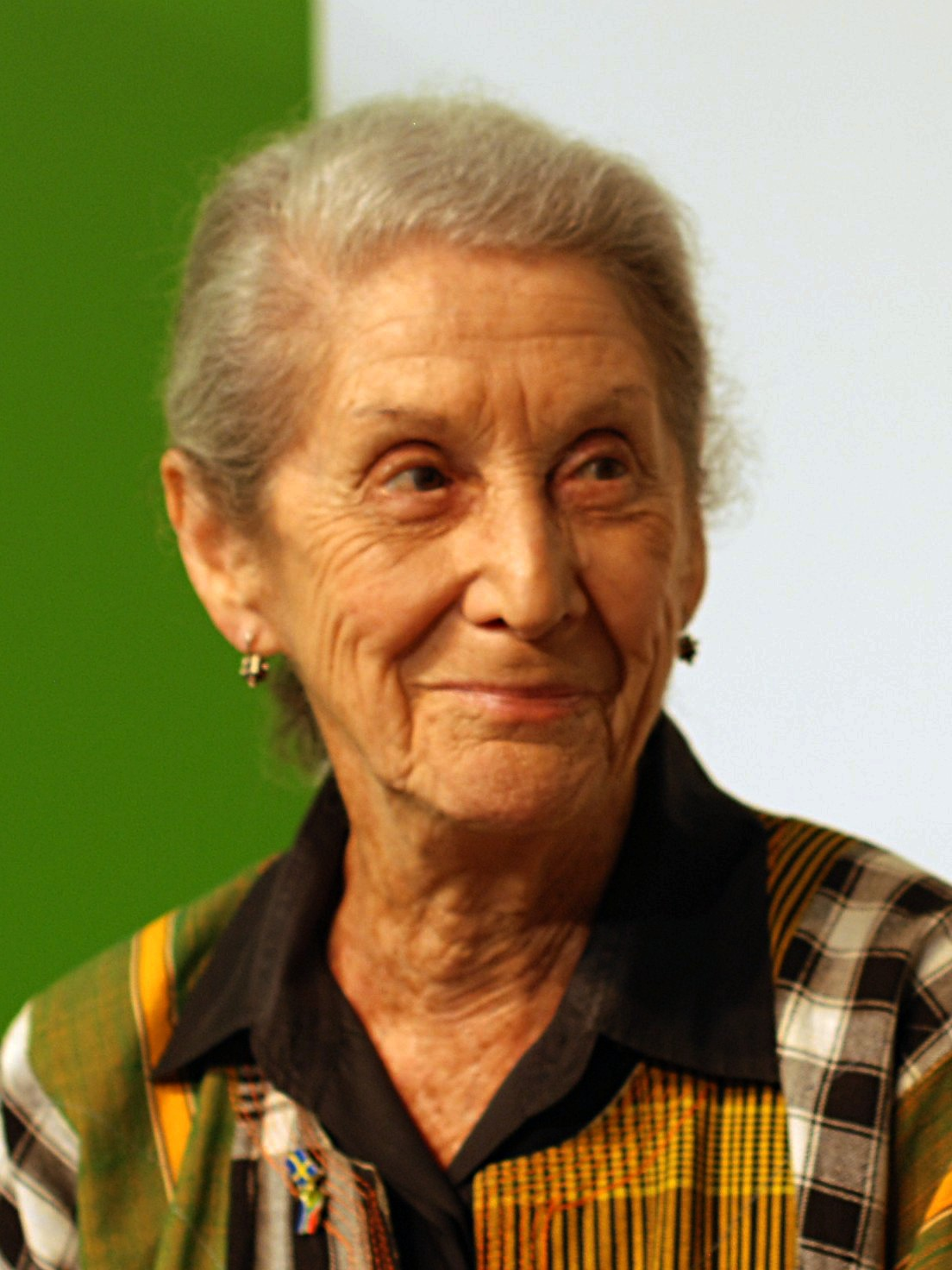
Nadine Goldimer
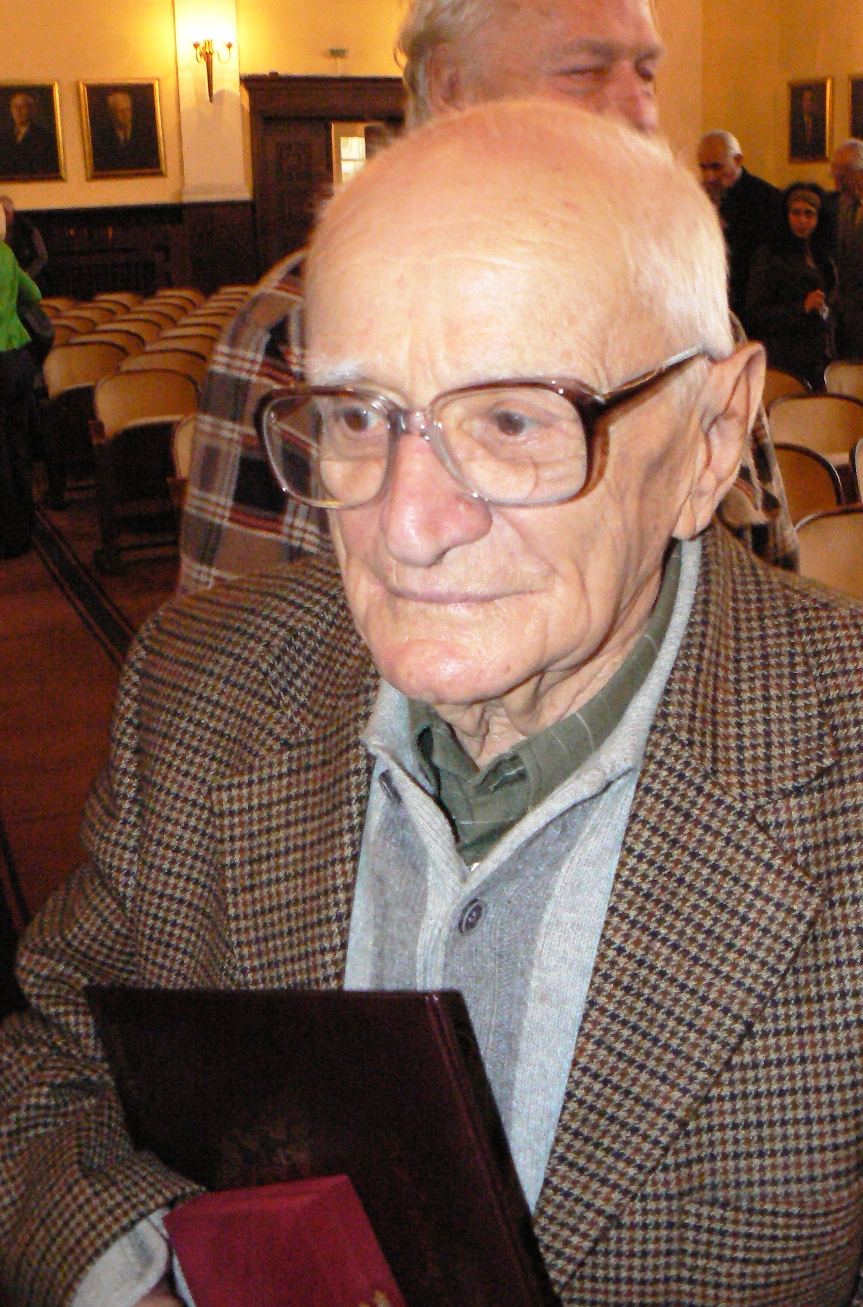
Valeri Petrov
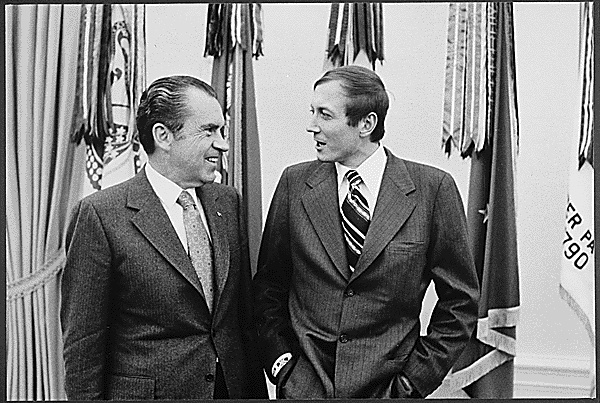
Jevgyenyij Jevtusenko (Richard Nixon társaságában)
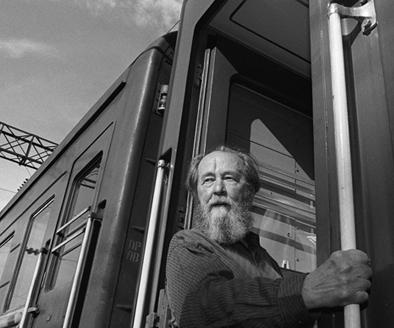
Alekszandr Szolzsenyicin